# Двигатель Toyota BZ
Toyota BZ — серия рядных четырёхцилиндровых газомоторных двигателей внутреннего сгорания, выпускаемых компанией Toyota с марта 2002 года на базе Toyota 15B.

## 1BZ-FPE
- Природный газ: сжиженный
- Клапанный механизм: OHV
- Объём: 4104 см3
- Диаметр цилиндра × ход поршня: 108 × 112 мм
- Степень сжатия: 9,5
- Мощность: 85 кВт (116 л. с.) при 3600 об/мин
- Крутящий момент: 306 Н·м при 2000 об/мин

### Устанавливался на
- Toyota Coaster (BZB40/50)[2]
- Toyota Dyna/Toyoace

## 1BZ-FNE
- Природный газ: компримированный
- Клапанный механизм: OHV
- Объём: 4104 см3
- Диаметр цилиндра × ход поршня: 108 × 112 мм
- Степень сжатия: 9,5
- Мощность: 88 кВт (120 л. с.) при 3600 об/мин
- Крутящий момент: 310 Н·м при 1600 об/мин

### Устанавливался на
- Toyota Dyna/Toyoace